# Брекленд
Брекленд (англ. Breckland) — неметрополитенский район (англ. Non-metropolitan district) в графстве Норфолк (Англия). Административный центр — город Дерхэм.

## География
Район расположен в центральной и южной части графства Норфолк, граничит с графством Суффолк.

## Состав
В состав района входит 5 городов:
- Дерхэм (англ.)
- Сваффхем (англ.)
- Тетфорд
- Уоттон (англ.)
- Этлборо (англ.)

и 108 общин (англ. Civil parish).